# Iñaki Relanzón
Iñaki Relanzón (Barcelona, 1972) es un fotógrafo español especializado en fotografía de naturaleza que se dedica a esta profesión desde que tenía poco más de 20 años

## Biografía
Su afición por la fotografía y la naturaleza le viene desde la infancia, cuando ya fotografíaba animales con la cámara de su abuelo. Tanto es así que con sólo 12 años ya adquirió su primera cámara réflex. En esta afición también tuvieron gran importancia los programas televisivos de Félix Rodríguez de la Fuente o Jacques Cousteau, que influenciaron a toda una generación de niños españoles.
En la adolescencia se aficionó a la espelología, lo cual le llevaría a retratar gran cantidad de cuevas, imágenes que acabarían publicándose en su primer libro: "Fotografía del mundo subterráneo"

## Obra fotográfica
Uno de sus primeros destinos fotográficos recurrentes ha sido Islandia, donde entre otras maravillas cubrió las erupciones del Eyjafjalla. Posteriormente ha recorrido gran cantidad de países de los cinco continentes, siendo la isla de Madagascar uno de sus lugares predilectos.
Uno de sus referentes fotográficos es Frans Lanting
Es miembro de la prestigiosa organización de fotógrafos que apoya la conservación de los espacios naturales International League of Conservation Photographers (ILCP), en cuyo enfoque defienden la mínima intervención en estos. 
En cuanto a su forma de trabajar, defiende la pureza en la toma en cuanto a no añadir elementos ni falsear la realidad, aunque aporte su forma personal de sentir y trabajar.
Sus imágenes han aparecido en innumerables publicaciones fotográficas, como National Geographic o Altair y su actividad en la red es muy participativa, escribiendo en páginas como la http://www.naturephotoblog.com/ o https://www.photosfera.com/.

## Libros (selección)
- "Fotografía del mundo subterráneo"
- "Photosfera, la naturaleza a través del Objetivo".
- "Cadí, una mirada al Parque Natural del Cadí-Moixeró"
- "Ordesa, las montañas de Celia", en homenaje al último ejemplar de cabra pirenaica hembra, muerta en el año 2000.
- “Fotografía de naturaleza”[4][5]

## Reconocimientos (selección)
- 1997. Tres menciones honoríficas en el "BBC Wildlife Photographer of the Year" 1997, organizado por la BBC y el Museu de Historia Natural de Londres.
- 2002. Premio a la mejor fotografía otorgado por la Asociación Española de Fotógrafos de la naturaleza.